# Euphaea splendens
Euphaea splendens – gatunek ważki z rodziny Euphaeidae.